# Canton d'Audruicq
Le canton d'Audruicq est une ancienne division administrative française située dans le département du Pas-de-Calais et la région Nord-Pas-de-Calais.

## Géographie

Le canton d'Audruicq dans l'arrondissement de Saint-Omer

Ce canton est organisé autour d'Audruicq dans l'arrondissement de Saint-Omer. Son altitude varie de 0 m (Oye-Plage) à 64 m (Ruminghem) pour une altitude moyenne de 6 m.

## Histoire
De 1833 à 1848, les cantons d'Ardres et d'Audruicq avaient le même conseiller général. Le nombre de conseillers généraux était limité à 30 par département.

## Représentation

### Conseillers généraux de 1833 à 2015
| Période | Période      | Identité                   | Étiquette             | Qualité |
| ------- | ------------ | -------------------------- | --------------------- | --- |
| 1833    | 1838 (décès) | Jean-Baptiste Francoville  | Conservateur          | Juge de paix à Ardres Propriétaire à Rodelinghem Député (1831-1834)                                                    |
| 1838    | 1862 (décès) | Florentin Dekeisère        | Tiers-parti           | Avocat puis Vice-Président du Tribunal civil de Saint-Omer Député (1842-1846), maire d'Audruick                        |
| 1862    | 1871         | Louis Martel               | Centre gauche         | Avocat puis magistrat Député (1849-1851, 1863-1870, 1871-1875) Sénateur (1875-1892) Ministre de la Justice (1876-1877) |
| 1871    | 1881 (décès) | Benoît Everard             | Droite                | Propriétaire, ancien maire d'Audruick                                                                                  |
| 1881    | 1919         | Eugène Bouret              | Républicain           | Suppléant du juge de paix Maire de Zutkerque                                                                           |
| 1919    | 1934         | Louis Boo                  | RG                    | Négociant Maire d'Audruicq                                                                                             |
| 1934    | 1940         | Edmond Dupont              | RG                    | Industriel à Audruicq                                                                                                  |
|         |              |                            |                       | |
| 1943    | 1945         | Jean Voituriez (1906-1980) | ?                     | Exploitant agricole Maire de Sainte-Marie-Kerque Nommé conseiller départemental en 1943                                |
|         |              |                            |                       | |
| 1945    | 1973         | André Villers              | RPF puis DVD puis UDR | Pharmacien Maire d'Audruicq                                                                                            |
| 1973    | 2004         | Albert Doublet             | UDR puis RPR          | Commerçant maire d'Audruicq (1977-2001) Conseiller régional                                                            |
| 2004    | 2015         | Olivier Majewicz           | PS                    | Enseignant, maire d'Oye-Plage depuis 2008                                                                              |

### Conseillers d'arrondissement (de 1833 à 1940)
| Période                                  | Période | Identité                                     | Étiquette               | Qualité |
| ---------------------------------------- | ------- | -------------------------------------------- | ----------------------- | --- |
| 1833                                     | 1836    | M. Hubert-Degrez                             |                         | Propriétaire à Oye                                                                                          |
| 1836                                     | 1839    | M. de Kayer                                  |                         | Juge au Tribunal civil de Saint-Omer                                                                        |
| 1839                                     | 1842    | Jean-Baptiste Stoclin-Dereudre               |                         | Maire de Saint-Folquin (de 1819 à 1843 et de 1848 à 1850)                                                   |
| 1842                                     | 1848    | Hyacinthe Joseph Brutus Delplace (1793-1873) |                         | Maire de Vieille-Église                                                                                     |
| Les données manquantes sont à compléter. |         |                                              |                         | |
| 1889                                     | 1919    | Isidore Lambert-Évrard                       | Républicain             | Cultivateur, maire de Saint-Folquin (1888-1919)                                                             |
| 1904                                     | 1919    | Florentin-Nestor Mitenne (1833-1929)         | Républicain             | Propriétaire, maire d'Audruicq (1891-1919)                                                                  |
| 1919                                     | 1931    | Jules Vandenbroucq                           | Républicain             | Président du syndicat agricole d'Audruicq                                                                   |
| 1919                                     | 1937    | Émile Bollart                                | Républicain indépendant | Maire de Zutkerque                                                                                          |
| 1931                                     | 1937    | Paul Verva                                   | FR                      | Agriculteur, président du comice agricole Maire de Saint-Omer-Capelle                                       |
| 1937                                     | 1940    | Maurice Lambert                              | FR                      | Maire de Saint-Folquin (1937-1968)                                                                          |
| 1940                                     |         |                                              |                         | Les conseils d'arrondissement ont été suspendus par la loi du 12 octobre 1940 et n'ont jamais été réactivés |

## Composition
Le canton d'Audruicq groupe 13 communes et compte 23 068 habitants (recensement de 1999 sans doubles comptes).
| Communes            | Population (2012) | Code postal | Code Insee |
| ------------------- | ----------------- | ----------- | ---------- |
| Audruicq            | 4 555             | 62370       | 62057      |
| Guemps              | 882               | 62370       | 62393      |
| Nortkerque          | 1 583             | 62370       | 62621      |
| Nouvelle-Église     | 343               | 62370       | 62623      |
| Offekerque          | 939               | 62370       | 62634      |
| Oye-Plage           | 5 882             | 62215       | 62645      |
| Polincove           | 560               | 62370       | 62662      |
| Ruminghem           | 1 163             | 62370       | 62730      |
| Saint-Folquin       | 2 062             | 62370       | 62748      |
| Sainte-Marie-Kerque | 1 412             | 62370       | 62756      |
| Saint-Omer-Capelle  | 835               | 62162       | 62766      |
| Vieille-Église      | 1 139             | 62162       | 62852      |
| Zutkerque           | 1 713             | 62370       | 62906      |

## Démographie
| 1962   | 1968   | 1975   | 1982   | 1990   | 1999   | 2009 |
| ------ | ------ | ------ | ------ | ------ | ------ | ---- |
| 14 733 | 15 362 | 15 552 | 19 460 | 22 058 | 23 068 | -    |